# 南湖大山中南峰
南湖大山中南峰，位於台灣太魯閣國家公園境內，顧名思義，在南湖大山東南方，在主東岔路口東方約700公尺的崩壁上，行政區域屬花蓮縣秀林鄉和平村，山頂海拔3564.9公尺。地圖瀏覽器網站則標示為3575公尺，無基石。地圖地圖瀏覽器網站有標示步道軌跡，由主東岔路口起登。